# Katy Lane Ndiaye
Katy Lane Ndiaye (...) è una regista senegalese.

## Filmografia
- Traces, empreintes de femmes - documentario (2003)
- En attendant les hommes - documentario (2006)
- On a le temps pour nous - documentario (2006)
- Une Histoire du Franc CFA - documentario (2019)